# 小金德拉季夫卡
47°35′28″N 29°43′57″E / 47.59111°N 29.73250°E
小金德拉蒂夫卡（烏克蘭語：Мала Кіндратівка）是位於烏克蘭西南部的村莊，由敖德萨州波季利斯克区的庫亞利尼克市鎮負責管轄。該村始建於1793年，面積0.99平方公里，海拔高度140米，2001年人口296，人口密度每平方公里298.99人。